# 大堀約礼
大堀 約礼（おおほり やくれい、1965年8月31日 - ）は、日本の義足のトライアスロン経験者。

## 人物
- 身長：178cm、体重：65キロ、血液型：A型
- 1965年8月31日（59歳）
- 愛媛県松山市出身
- 松山市立道後中学校→新田高等学校→福山大学

## 来歴
1986年広島県福山市山中をバイクで走行中、大型ダンプとの正面衝突事故で右足を失う。愛媛県立松山中央病院入院中にテレビでトライアスロン中島大会を知り、出場を決める。1年間のリハビリ、トレーニングの後、1987年7月26日第2回トライアスロン中島大会に出場。義足の選手としては日本初のトライアスロン完走を果たす。その後もトライアスロン中島大会に出場している。

## 主な出場大会
- 1987年7月 第2回トライアスロン中島大会　完走
- 1989年7月 第3回トライアスロン中島大会　完走
- 1991年7月 第5回トライアスロン中島大会　完走
- 1993年7月 第7回トライアスロン中島大会　完走